# The Source (Ali Farka Touré)
The Source è un album discografico del cantautore maliano Ali Farka Touré, pubblicato nel 1992 da World Circuit Music.

## Tracce
Testi e musiche di Farka Touré.
1. Goye Kur - 6:24
2. Inchana Massina - 5:13
3. Roucky - 8:18
4. Dofana - 7:31
5. Karaw - 4:56
6. Hawa Dolo - 5:47
7. Cinquante Six - 5:31
8. I Go Ka - 3:59
9. Yenna - 5:54
10. Mahini Me - 5:24

## Formazione
- Ali Farka Touré - voce, chitarra elettrica e acustica, percussioni, n'jarka
- Afel Bocoum - voce
- Hamma Sankaré - Calabash, cori
- Oumar Touré - conga, cori

### Altri musicisti
- Taj Mahal - chitarra in Roucky e Mahini Me
- Rory McCleod - chitarra in Roucky
- Nana Tsiboe - percussioni in Hawa Dolo
- Nitin Sawney - tabla in Inchana Massina

### Produzione
- Nick Gold - produzione
- John Hadden - ingegneria del suono e missaggio
- Jerry Boys - missaggio
- Geoff Pesche - mastering